# 496
Cette page concerne l'année 496  du calendrier julien. Pour l'année 496 av. J.-C., voir 496 av. J.-C. Pour le nombre 496, voir 496 (nombre).
L'année 496 est une année bissextile qui commence un lundi.

## Événements
- Printemps[1] : l'empereur d'Orient Anastase fait déposer le patriarche de Constantinople chalcédonien Euphemios[2].

- Clovis fait alliance avec les Francs du Rhin de Sigebert le Boiteux pour défaire les Alamans à la bataille de Tolbiac sur le Rhin[3]. Clovis aurait conduit une seconde campagne en 505-506. Les Alamans se retirent des vallées du Neckar et du Main qui sont colonisées par les Francs[4]. Selon l'historien belge André van de Vyver, la bataille de Tolbiac se serait déroulé lors de la campagne de 506, plutôt que la date traditionnelle de 496[5].

- 24 septembre : début du règne de Thrasamund, roi des Vandales (fin en 523)[6]. Il épouse Amalafrida, fille de Théodoric, et persécute les catholiques. Il reçoit à sa cour de nombreux lettrés grecs et latins.

- Automne, Chine : échec d'un complot des nobles Tabghatch, hostile à la politique de sinisation du roi Wei Xiaowendi, qu'ils veulent remplacer par son fils Yuan Xun. Celui-ci est contraint au suicide sur ordre de son père (497)[7].

- 28 novembre : début du pontificat d'Anastase II (fin en 498)[8].

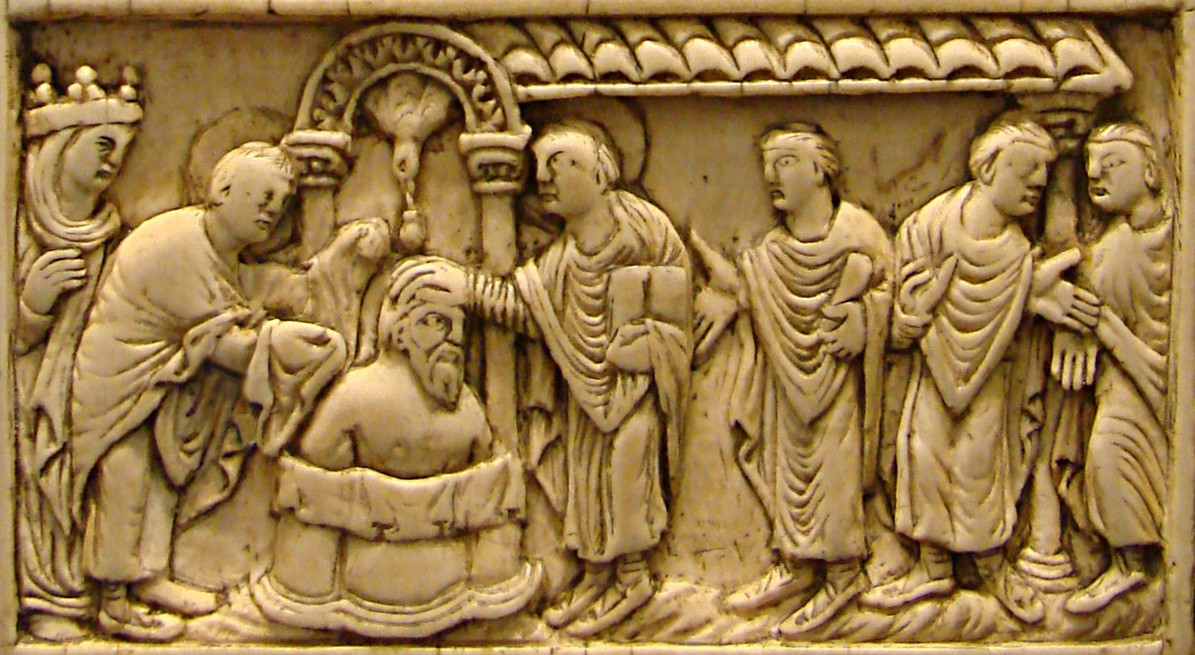
Le baptême de Clovis, ivoire du IXe siècle, Musée de Picardie, Amiens.

- 25 décembre : Clovis Ier, roi des Francs, est baptisé à Reims (il est probable que le baptême de Clovis ait eu lieu à la Noël d'une date ultérieure, entre 497 et 506, peut-être en 499)[9], ce qui sera interprété au XVIIe siècle comme la naissance de la monarchie française chrétienne.

- Le roi sassanide de Perse Kavadh, qui voulait imposer le mazdakisme, est déposé et remplacé par son frère Zamasp. Il s'évade de sa prison et se réfugie chez les Huns hephthalites qui l'aident à reconquérir son trône en 499[10].
- Réoccupation de Tours par les Wisigoths. L'évêque Volusianus, qui a ouvert la ville aux Francs, est envoyé en exil[9].

## Naissances en 496
- Germain de Paris, évêque.

## Décès en 496
- 21 janvier: Épiphane de Pavie, religieux.
- 16 mars : Odoacre, patrice d'Italie.
- 21 novembre : Gélase Ier, pape[11].

- Gunthamund, roi des Vandales et des Alains.